# Клейнех, Оскар
Оскар Конрад Клейнех (нем. Oskar Conrad Kleineh; 18 сентября 1846, Гельсингфорс, Великое княжество Финляндское — 16 ноября 1919, Хельсинки, Финляндия) — финский художник-пейзажист.

## Биография
Родился 18 сентября 1846 года в Гельсингфорсе, в Великом княжестве Финляндском в семье немецкого происхождения.
C 1863 по 1864 годы обучался в центральной художественно-промышленной школе рисования Финского художественного общества в Гельсингфорсе.
В 1866 по 1878 годы обучался в Дюссельдорфе, Карлсруэ, Санкт-Петербурге, и с 1881 по 1885 годы — в Париже. Работал над своими произведениями как Финляндии, так и Франции, Дании, Норвегии.
Скончался 16 ноября 1919 года в Хельсинки, в Финляндии.

## Творчество
Известность художнику принесли ряд мастерски выполненных пейзажей с морской тематикой. Одна из работ художника «Городская улица с процессией» находится в фондах Эрмитажа.

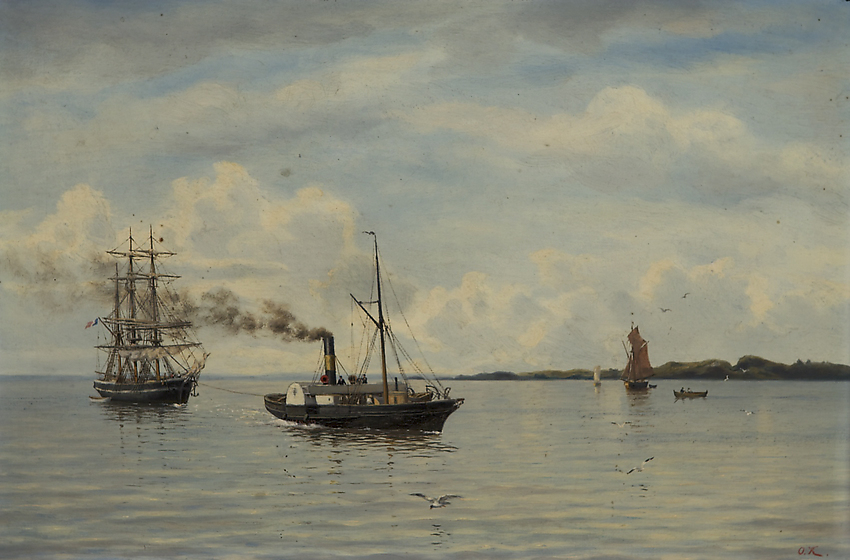
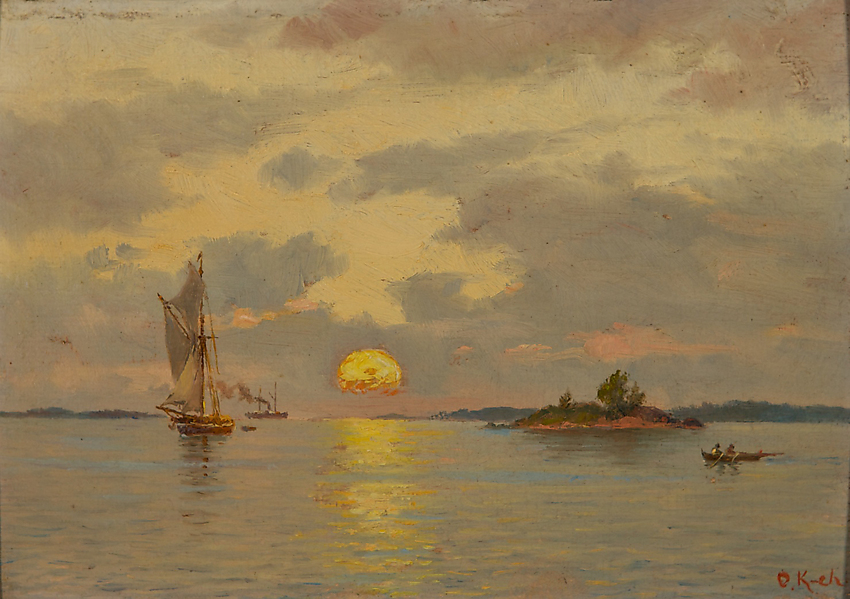
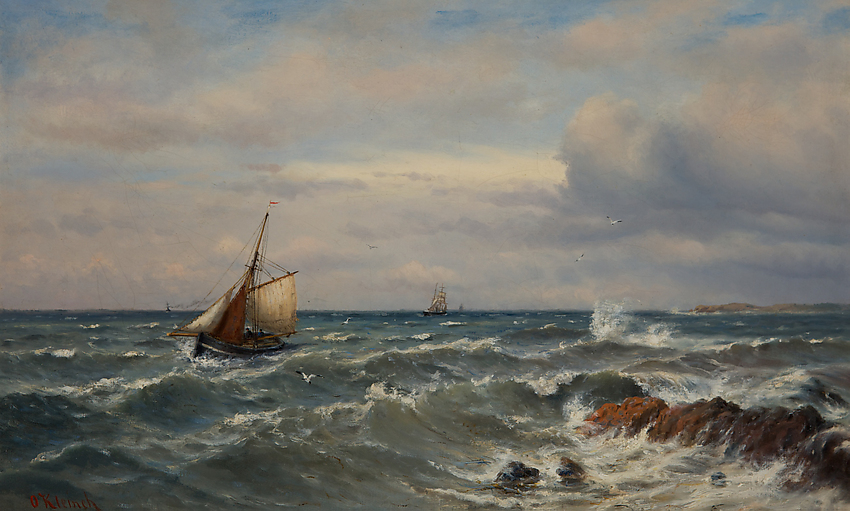

## Семья
- Отец — Луис Кляйнех[фин.] (1808—1874), немецко-финский предприниматель
- Мать — Мария Форселль (швед. Maria Christina Forsell)